# 方正 (香港)
方正，GBS，JP（1947年1月31日—），生於香港，籍貫廣東潮州，香港註冊會計師，前證監會主席。

## 生平
在香港擔任會計師，他曾於2003年6月至2004年12月擔任香港證監會諮詢委員會成員，2005年1月起擔任香港證監會非執行董事。2006年10月19日，香港政府宣佈委任方正為香港證券及期貨事務監察委員會主席，從2006年10月20日起至2009年10月19日止，任期3年。後於2009年及2011年兩度續任至2012年。證監會非執行主席年薪為70萬2000港元，出任此職務者需辭去在香港任何上市公司的一切職務。

## 家庭
方正的妻子為前香港行政會議成員方黃吉雯，並育有一女方善政。方正的父親方繼仁共有4名太太，16名子女，方正在兒子中排行第2。方正家族中有多位會計師，包括其兄長方俠及弟方中。方俠又名方齊，現為德勤關黃陳方資深顧問，香港交易所常務委員會委員，方俠妻子董瑞嬙為「搪瓷大王」董之英的姪女。三弟方中為摩斯倫馬賽會計師事務所的資深合夥人，及香港會計師公會會長。立法會議員李柱銘的妻子方綺娥則是方正的妹妹。

## 教育
方正曾就讀香港傳統名校香港華仁書院，在1969年於英國肯特大學取得社會科學學士學位。

## 公職
- 前香港公開大學校董會主席[1]
- 前強制性公積金計劃管理局非執行董事
- 前外匯基金投資有限公司非執行董事
- 前香港按揭證券有限公司非執行董事
- 前香港房屋委員會財務小組委員會主席
- 前證監會主席
- 前證監會稽核委員會主席

## 資料來源
1. ↑  .   [2009-06-19]. （原始内容存档于2009-07-25）.

## 外部連結
- 方正任證監會主席
- 港府委任方正為香港證監會主席 （页面存档备份，存于）
- 方正爆冷任證監主席[永久] 星島日報
- 方正爆冷掌證監[永久] 東方日報
- . 東方日報 (香港). 2006-10-18  [2018-10-31]. （原始内容存档于2018-10-31） （中文（繁體））.
- 香港特別行政區獲授勳及嘉獎人士 （页面存档备份，存于）